# Branko Elsner
Branko Elsner (23. november 1929 - 17. november 2012) var en slovensk fodboldspiller og træner.
Han har tidligere trænet NK Olimpija Ljubljana, FC Wacker Innsbruck, Østrigs fodboldlandshold og Brummell Sendai.